# Zygmunt Andrychiewicz

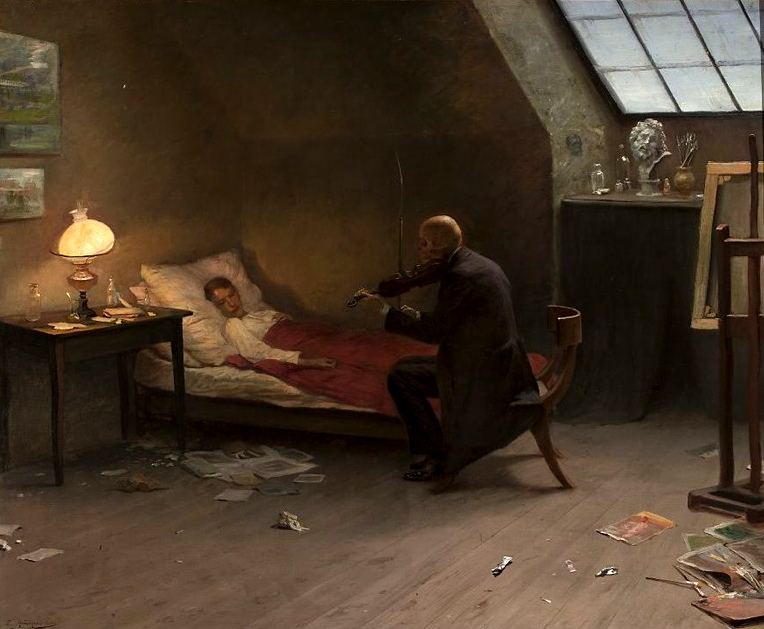
Śmierć artysty - Ostatni przyjaciel

Zygmunt Andrychiewicz (ur. 27 maja 1861 w Justynowie, zm. 1943 w mieście Warta lub we wsi Małków w powiecie sieradzkim) – polski malarz.

## Życiorys
Naukę malarstwa rozpoczął w warszawskiej Klasie Rysunkowej. W latach 1884–1886, dzięki stypendium Towarzystwa Zachęty Sztuk Pięknych, kontynuował studia pod kierunkiem Władysława Łuszczkiewicza i Izydora Jabłońskiego w Szkole Sztuk Pięknych w Krakowie. Dzięki stypendium w latach 1887-1892 studiował w Paryżu w Académie Colarossi u G.Colina i w Académie Julian u Williama-Adolfa Bougereau i Tony Roberta-Fleury. W Paryżu mieszkał przez pewien czas wraz z Władysławem Ślewińskim.
W 1918 powrócił do Warszawy, gdzie udzielał lekcji rysunku w swojej pracowni. Potem uczył w szkole malarstwa Heleny Tokarzewskiej. Zamieszkał we wsi Małków nad Wartą w powiecie sieradzkim.

## Twórczość i wystawy
Swoje obrazy prezentował na wielu wystawach, m.in. od 1886 w galerii Zachęta i w warszawskim salonie Krywulta, w latach 1889 i 1900 na Wystawach Powszechnych w Paryżu. W latach 1899–1918 kilkakrotnie odwiedzał Włochy i Francję; wiele lat przebywał w Paryżu. W grudniu 1903 był kierownikiem artystycznym wystawy, gdzie pokazane były m.in.: Fałszywe blaski, Autoportret, O zachodzie słońca, Nad Sekwaną (wystawa miała miejsce w prywatnym domu inż. J.S. Pomianowskiego w Sosnowcu). W 1929 wystawiał na Powszechnej Wystawie Krajowej w Poznaniu.